# Egypten i olympiska spelen
Egypten har deltagit vid varje upplaga av olympiska sommarspelen sedan 1912 förutom 1932 och 1980. Endast en gång har landet deltagit i olympiska vinterspelen, nämligen vid vinterspelen 1984.

## Medaljer
| Guld | Silver | Brons | Totalt antal medaljer |
| ---- | ------ | ----- | --------------------- |
| 9    | 12     | 20    | 41                    |

| Spel                | Idrottare        | Guld        | Silver      | Brons       | Totalt      | Placering   |
| Stockholm 1912      | 1                | 0           | 0           | 0           | 0           | –           |
| Antwerpen 1920      | 22               | 0           | 0           | 0           | 0           | –           |
| Paris 1924          | 33               | 0           | 0           | 0           | 0           | –           |
| Amsterdam 1928      | 32               | 2           | 1           | 1           | 4           | 17          |
| Los Angeles 1932    | Deltog inte      | Deltog inte | Deltog inte | Deltog inte | Deltog inte | Deltog inte |
| Berlin 1936         | 54               | 2           | 1           | 2           | 5           | 15          |
| London 1948         | 85               | 2           | 2           | 1           | 5           | 16          |
| Helsingfors 1952    | 106              | 0           | 0           | 1           | 1           | 40          |
| Melbourne 1956      | 3                | 0           | 0           | 0           | 0           | –           |
| Rom 1960            | 74               | 0           | 1           | 1           | 2           | 30          |
| Tokyo 1964          | 73               | 0           | 0           | 0           | 0           | –           |
| Mexico City 1968    | 30               | 0           | 0           | 0           | 0           | –           |
| München 1972        | 23               | 0           | 0           | 0           | 0           | –           |
| Montréal 1976       | 29               | 0           | 0           | 0           | 0           | –           |
| Moskva 1980         | Deltog inte      | Deltog inte | Deltog inte | Deltog inte | Deltog inte | Deltog inte |
| Los Angeles 1984    | 114              | 0           | 1           | 0           | 1           | 33          |
| Seoul 1988          | 49               | 0           | 0           | 0           | 0           | –           |
| Barcelona 1992      | 75               | 0           | 0           | 0           | 0           | –           |
| Atlanta 1996        | 29               | 0           | 0           | 0           | 0           | –           |
| Sydney 2000         | 89               | 0           | 0           | 0           | 0           | –           |
| Aten 2004           | 97               | 1           | 1           | 3           | 5           | 46          |
| Peking 2008         | 103              | 0           | 0           | 2           | 2           | 80          |
| London 2012         | 113              | 0           | 3           | 1           | 4           | 56          |
| Rio de Janeiro 2016 | 119              | 0           | 1           | 2           | 3           | 66          |
| Tokyo 2020          | 132              | 1           | 1           | 4           | 6           | 54          |
| Paris 2024          | 148              | 1           | 1           | 1           | 3           | 52          |
| Los Angeles 2028    | Framtida tävling |             |             |             |             |             |
| Brisbane 2032       | Framtida tävling |             |             |             |             |             |
| Totalt              | Totalt           | 9           | 12          | 20          | 41          | 62          |

| Spel                | Idrottare        | Guld             | Silver           | Brons            | Totalt           | Placering        |
| Sarajevo 1984       | 1                | 0                | 0                | 0                | 0                | –                |
| Calgary 1988        | Deltog inte      |                  |                  |                  |                  |                  |
| Albertville 1992    | Deltog inte      |                  |                  |                  |                  |                  |
| Lillehammer 1994    | Deltog inte      |                  |                  |                  |                  |                  |
| Nagano 1998         | Deltog inte      |                  |                  |                  |                  |                  |
| Salt Lake City 2002 | Deltog inte      |                  |                  |                  |                  |                  |
| Turin 2006          | Deltog inte      |                  |                  |                  |                  |                  |
| Vancouver 2010      | Deltog inte      |                  |                  |                  |                  |                  |
| Sotji 2014          | Deltog inte      |                  |                  |                  |                  |                  |
| Pyeongchang 2018    | Deltog inte      |                  |                  |                  |                  |                  |
| Peking 2022         | Deltog inte      |                  |                  |                  |                  |                  |
| Milano–Cortina 2026 | Framtida tävling | Framtida tävling | Framtida tävling | Framtida tävling | Framtida tävling | Framtida tävling |
| Totalt              | Totalt           | 0                | 0                | 0                | 0                | –                |

1. ↑  Deltog endast vid Ryttarspelen 1956 i Stockholm.

### Medaljer efter sporter
| Sport              | Guld | Silver | Brons | Totalt |
| Tyngdlyftning      | 5    | 5      | 5     | 15     |
| Brottning          | 2    | 3      | 3     | 8      |
| Modern femkamp     | 1    | 1      | 0     | 2      |
| Karate             | 1    | 0      | 1     | 2      |
| Boxning            | 0    | 1      | 3     | 4      |
| Fäktning           | 0    | 1      | 1     | 2      |
| Judo               | 0    | 1      | 1     | 2      |
| Simhopp            | 0    | 1      | 1     | 2      |
| Taekwondo          | 0    | 0      | 4     | 4      |
| Totalt (9 sporter) | 9    | 12     | 20    | 41     |

## Lista över medaljörer
| Medalj | Namn                     | Spel                | Sport          | Gren                                               |
| ------ | ------------------------ | ------------------- | -------------- | -------------------------------------------------- |
| Guld   | El Sayed Nosseir         | Amsterdam 1928      | Tyngdlyftning  | Herrarnas lätt tungvikt (82,5 kg)                  |
| Guld   | Ibrahim Moustafa         | Amsterdam 1928      | Brottning      | Herrarnas lätt tungvikt, grekisk-romersk stil      |
| Silver | Farid Simaika            | Amsterdam 1928      | Simhopp        | Herrarnas höga hopp                                |
| Brons  | Farid Simaika            | Amsterdam 1928      | Simhopp        | Herrarnas svikthopp                                |
| Guld   | Anwar Mesbah             | Berlin 1936         | Tyngdlyftning  | Herrarnas lättvikt (67,5 kg)                       |
| Guld   | Khadr El-Touni           | Berlin 1936         | Tyngdlyftning  | Herrarnas mellanvikt (75 kg)                       |
| Silver | Saleh Soliman            | Berlin 1936         | Tyngdlyftning  | Herrarnas fjädervikt (60 kg)                       |
| Brons  | Ibrahim Shams            | Berlin 1936         | Tyngdlyftning  | Herrarnas fjädervikt (60 kg)                       |
| Brons  | Ibrahim Wasif            | Berlin 1936         | Tyngdlyftning  | Herrarnas lätt tungvikt (82,5 kg)                  |
| Guld   | Mahmoud Fayad            | London 1948         | Tyngdlyftning  | Herrarnas fjädervikt (60 kg)                       |
| Guld   | Ibrahim Shams            | London 1948         | Tyngdlyftning  | Herrarnas lättvikt (67,5 kg)                       |
| Silver | Attia Hamouda            | London 1948         | Tyngdlyftning  | Herrarnas lättvikt (67,5 kg)                       |
| Silver | Ali Mahmoud Hassan       | London 1948         | Brottning      | Herrarnas bantamvikt, grekisk-romersk stil         |
| Brons  | Ibrahim Orabi            | London 1948         | Brottning      | Herrarnas lätt tungvikt, grekisk-romersk stil      |
| Brons  | Abdel Aal Rashid         | Helsingfors 1952    | Brottning      | Herrarnas fjädervikt, grekisk-romersk stil         |
| Silver | Osman El-Sayed           | Rom 1960            | Brottning      | Herrarnas flugvikt, grekisk-romersk stil           |
| Brons  | Abdel Moneim El-Guindi   | Rom 1960            | Boxning        | Herrarnas flugvikt                                 |
| Silver | Mohamed Ali Rashwan      | Los Angeles 1984    | Judo           | Herrarnas öppna klass                              |
| Guld   | Karam Gaber              | Aten 2004           | Brottning      | Herrarnas tungvikt (96 kg), grekisk-romersk stil   |
| Silver | Mohamed Aly              | Aten 2004           | Boxning        | Herrarnas supertungvikt                            |
| Brons  | Ahmed Ismail             | Aten 2004           | Boxning        | Herrarnas lätt tungvikt                            |
| Brons  | Mohamed Elsayed          | Aten 2004           | Boxning        | Herrarnas tungvikt                                 |
| Brons  | Tamer Bayoumi            | Aten 2004           | Taekwondo      | Herrarnas flugvikt (58 kg)                         |
| Brons  | Hesham Mesbah            | Peking 2008         | Judo           | Herrarnas mellanvikt (90 kg)                       |
| Brons  | Abeer Abdelrahman        | Peking 2008         | Tyngdlyftning  | Damernas 69 kg                                     |
| Silver | Alaaeldin Abouelkassem   | London 2012         | Fäktning       | Herrarnas florett                                  |
| Silver | Abeer Abdelrahman        | London 2012         | Tyngdlyftning  | Damernas 75 kg                                     |
| Silver | Karam Gaber              | London 2012         | Brottning      | Herrarnas mellanvikt (84 kg), grekisk-romersk stil |
| Brons  | Tarek Yehia              | London 2012         | Tyngdlyftning  | Herrarnas 85 kg                                    |
| Silver | Mohamed Ihab             | Rio de Janeiro 2016 | Tyngdlyftning  | Herrarnas 77 kg                                    |
| Brons  | Sara Ahmed               | Rio de Janeiro 2016 | Tyngdlyftning  | Damernas 69 kg                                     |
| Brons  | Hedaya Malak             | Rio de Janeiro 2016 | Taekwondo      | Damernas fjädervikt (57 kg)                        |
| Guld   | Feryal Abdelaziz         | Tokyo 2020          | Karate         | Damernas +61 kg                                    |
| Silver | Ahmed El-Gendy           | Tokyo 2020          | Modern femkamp | Herrarnas tävling                                  |
| Brons  | Hedaya Malak             | Tokyo 2020          | Taekwondo      | Damernas mellanvikt (67 kg)                        |
| Brons  | Seif Eissa               | Tokyo 2020          | Taekwondo      | Herrarnas mellanvikt (80 kg)                       |
| Brons  | Mohamed Ibrahim El-Sayed | Tokyo 2020          | Brottning      | Herrarnas 67 kg, grekisk-romersk stil              |
| Brons  | Giana Farouk             | Tokyo 2020          | Karate         | Damernas 61 kg                                     |
| Guld   | Ahmed El-Gendy           | Paris 2024          | Modern femkamp | Herrarnas tävling                                  |
| Silver | Sara Ahmed               | Paris 2024          | Tyngdlyftning  | Damernas 81 kg                                     |
| Brons  | Mohamed El-Sayed         | Paris 2024          | Fäktning       | Herrarnas värja                                    |

## Fanbärare
| Spel                | Idrottare                           | Sport                        |
| ------------------- | ----------------------------------- | ---------------------------- |
| Stockholm 1912      | Ahmed Hassanein                     | Fäktning                     |
| Antwerpen 1920      |                                     |                              |
| Paris 1924          |                                     |                              |
| Amsterdam 1928      |                                     |                              |
| Los Angeles 1932    | Deltog inte                         | Deltog inte                  |
| Berlin 1936         | Fathallah Abdel Rahman              | Fäktning                     |
| London 1948         |                                     |                              |
| Helsingfors 1952    |                                     |                              |
| Melbourne 1956      |                                     |                              |
| Rom 1960            |                                     |                              |
| Tokyo 1964          |                                     |                              |
| Mexico City 1968    |                                     |                              |
| München 1972        | Kamal Kamel Muhammed                | Basket                       |
| Montréal 1976       |                                     |                              |
| Moskva 1980         | Deltog inte                         | Deltog inte                  |
| Los Angeles 1984    | Mohamed Sayed Soliman               | Basket                       |
| Seoul 1988          | Mohamed Khorshed                    | Skytte                       |
| Barcelona 1992      | Mohamed Khorshed                    | Skytte                       |
| Atlanta 1996        | Hosam Abdallah                      | Handboll                     |
| Sydney 2000         | Yahia Rashwan                       | Taekwondo                    |
| Aten 2004           | Ali Ibrahim                         | Rodd                         |
| Peking 2008         | Karam Gaber                         | Brottning                    |
| London 2012         | Hesham Mesbah                       | Judo                         |
| Rio de Janeiro 2016 | Ahmed El-Ahmar                      | Handboll                     |
| Tokyo 2020          | Hedaya Malak Alaaeldin Abouelkassem | Taekwondo Fäktning           |
| Paris 2024          | Ahmed El-Gendy Sara Ahmed           | Modern femkamp Tyngdlyftning |

| Spel          | Idrottare      | Sport           |
| ------------- | -------------- | --------------- |
| Sarajevo 1984 | Jamil El Reedy | Alpin skidsport |